# Корінні народи Північно-Західного узбережжя
Індіанці Північно-Західного узбережжя‎ — корінні індіанські народи та племена, що населяли Тихоокеанський північно-західний регіон Північної Америки (прибережні території штатів США Вашингтон і Орегон та канадської провінції Британська Колумбія).

## Мови
Мови індіанців Північно-Західного узбережжя належать до кількох великих мовних родин (вакашської, салішської, на-дене) та невеликих або зниклих (чімакуанської, цімшіанської, чінукської, алсейської, калапуянської). Деякі мови лінгвісти вважають ізолятами: саюсло, хайда.

## Список індіанських народів Північно-Західного узбережжя

### Алсейські (Яконські) народи та племена
- Алсі
- Якіна

### Вакашські народи та племена
- Вікено
- Квакіутл
- Мака
- Нутка
- Хаїсла
- Хеїлтсук (Белла белла)

### Калапуянські народи та племена
- Латгава
- Такелма

### Народи та племена на-дене

#### Атабаські народи та племена
- Віллапа
- Тутутні

#### Еяк
- Еяк

#### Тлінгіт
- Тлінгіт

### Саліські народи та племена
- Берегові саліш
  - Дуваміш
  - Квалікум
  - Клаллам
  - Клахус
  - Ковічан
  - Ковліц
  - Комокс
  - Лайексон
  - Ламалча
  - Луммі
  - Маклешут
  - Малахат
  - Мусквеам
  - Ніскваллі
  - Нуксак
  - Пенелакут
  - Пентлатч
  - Пуяллуп
  - Свіноміш
  - Сілетц
  - Скаджіт
  - Сквоксін
  - Сквоміш
  - Скокоміш
  - Сліаммон
  - Сноквалмі
  - Снохоміш
  - Снунеймукс
  - Сонгіш
  - Стало
  - Стіллагвоміш
  - Суквоміш
  - Сцумінус
  - Тсаввассен
  - Тслейл-ваутут
  - Тулаліп
  - Халалт
  - Хомалко
  - Чехаліс
- Нухалк (Белла кула)
- Тілламук

### Цімшианські народи та племена
- Гітксан
- Ніска (Нізга-а)
- Цімшиан

### Чімакуанські народи та племена
- Квілеут
- Чімакум

### Чінукські народи та племена
- Вакікум
- Ваппато
- Васко
- Васкопа
- Ватлата
- Катламах
- Катламет
- Кілукланіук
- Клакамас
- Клатсоп
- Кловвевалла
- Кушук
- Мултномах
- Скіллот
- Чаковах
- Чіллукіттеква
- Шоалвотер бей

### Інші
- Саюсло
- Хайда